# Fürstenhagen (Feldberger Seenlandschaft)
Fürstenhagen ist ein Ortsteil der Gemeinde Feldberger Seenlandschaft im Südosten des Landkreises Mecklenburgische Seenplatte in Mecklenburg-Vorpommern. Fürstenhagen ist ein staatlich anerkannter Erholungsort.

## Geografie und Verkehrsanbindung
Fürstenhagen liegt nordöstlich der Stadt Feldberg an der Landesstraße L 34. Westlich des Ortes erstreckt sich der 41,2 ha große Wootzensee, östlich der Fürstenauer See und südlich der im Landkreis Uckermark gelegene 31,7 ha große Große Karpfensee. Südlich und östlich verläuft die Landesgrenze zu Brandenburg.

## Sehenswürdigkeiten

### Baudenkmale
In der Liste der Baudenkmale in Feldberger Seenlandschaft sind für Fürstenhagen fünf Baudenkmale aufgeführt: 
- Kirche mit Feldsteinmauer
- Kapelle auf dem neuen Friedhof (Prenzlauer Allee 23)
- Schule mit Stall (Zur alten Schule 5)
- Kriegerdenkmal 1914/18 (Zur alten Schule 1)
- Lehmstakenscheune (Alte Zollstraße 7)